# Germanes de la Companyia de la Creu
Les Germanes de la Companyia de la Creu, en castellà Hermanas de la Compañía de la Cruz de Sevilla, conegudes com a Germanetes de la Creu, són una congregació religiosa femenina. Les germanes que en formen part posposen al nom les sigles H.C.C.

## Història

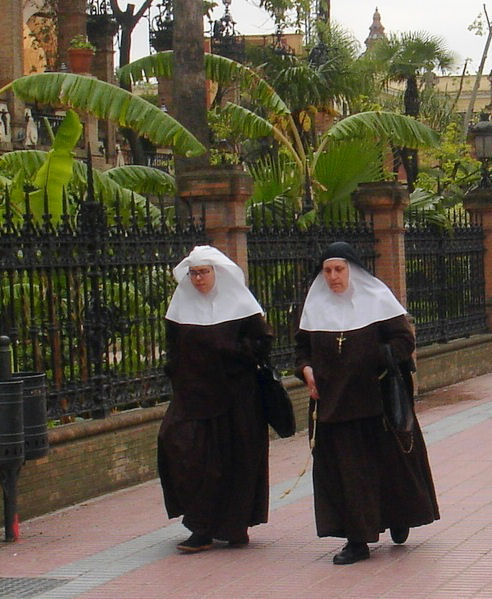
Germanes de la Creu.

La congregació fou fundada per María de los Ángeles Guerrero González (1846-1932), que no havia pogut fer vida religiosa, per la seva mala salut, amb les carmelites descalces ni les Germanes de la Caritat de Sevilla. Per consell del seu confessor José Torres Padilla (1811-1878), començà a atendre malalts pobres a domicili.
El 2 d'agost de 1875 se li uniren tres col·laboradores, donant origen a la Companyia de la Creu, que esdevingué congregació de dret diocesà el 3 d'abril de 1876, amb un decret de l'arquebisbe Spinola de Sevilla. En 1876, una greu epidèmia de verola a Sevilla va fer que les germanes hi treballessin esforçadament i la població conegués la seva tasca, per la que foren admirades: anaven en parella al domicili del malalt, i mentre una l'atenia, l'altra germana s'ocupava de les tasques domèstiques que el malalt no podia fer.
Aviat obrí noves comunitats en pobles de l'Andalusia occidental i el sud d'Extremadura, on s'ocupaven no només de malalts, sinó també d'orfes o nens sense llar i, en general, de necessitats. Obtingué l'aprovació pontifícia, el decretum laudis, el 10 de desembre de 1898, i la definitiva el 25 de juny de 1904. Les constitucions se n'aprovaren el 14 de juliol de 1908, i fou adherida a l'Orde dels Frares Menors el 23 de març de 1908.

## Activitat i difusió
Les Germanes de la Creu es dediquen a atendre els pobres i necessitats, especialment malalts.
En començar 2010, hi havia 852 religioses en 53 cases presents a l'Argentina, Itàlia i Espanya, amb la seu general a Sevilla.